# Patrick Franziska
Patrick Franziska (ur. 11 czerwca 1992 w Bensheim) – niemiecki tenisista stołowy, dwukrotny wicemistrz świata (drużynowo), zawodnik 1. FC Saarbrücken.

## Sukcesy
Na podstawie.

### Igrzyska europejskie
- 2019 – dwa złote medale (drużynowo oraz w grze podwójnej mieszanej)

### Mistrzostwa świata
- 2019 – brązowy medal (gra podwójna mieszana)
- 2018 – srebrny medal (drużynowo)
- 2014 – srebrny medal (drużynowo)

### Mistrzostw Europy
- 2019 – złoty medal (drużynowo)
- 2018 – trzy brązowe medale (gra pojedyncza, podwójna, podwójna mieszana)
- 2017 – złoty medal (drużynowo)
- 2016 – złoty medal (gra podwójna)
- 2015 – srebrny medal (drużynowo)
- 2014 – srebrny medal (drużynowo)
- 2013 – złoty medal (drużynowo)
- 2010 – złoty medal (drużynowo)